# Yabba Dabba Dinozauri
Yabba Dabba Dinozauri este un serial animat american de televiziune și un spin-off al Familia Flintstone. Serialul este produs de Mark Marek și Marly Halpern-Graser.
În România, serialul a avut premiera pe Boomerang pe 29 februarie 2020.
În Statele Unite, serialul a avut premiera pe HBO Max pe 30 septembrie 2021.

## Premisă
Serialul se axează pe viețile celor mai buni prieteni Pebbles Flintstone și Bamm-Bamm Rubble, alături de Dino.

## Personaje

### Personaje principale
- Pebbles Flintstone (Jessica DiCicco)
- Bamm-Bamm Rubble (Ely Henry)
- Dino (Eric Bauza)
- Fred Flintstone (Jeff Bergman)
- Barney Rubble (Kevin Michael Richardson)
- Wilma Flintstone (Tress MacNeille)
- Betty Rubble (Grey Griffin)

### Alte personaje
- Căpitanul Cavernelor (Tom Megalis)

## Episoade
| Premiera originală | Premiera în România | N/o | Titlu român                   | Titlu englez                            |
| ------------------ | ------------------- | --- | ----------------------------- | --------------------------------------- |
|                    |                     |     |                               |                                         |
| SEZONUL 1          |                     |     |                               |                                         |
|                    |                     |     |                               |                                         |
| 30.09.2021         | 29.02.2020          | 1   | Tabăra greșită                | Mistaking Sides                         |
| 30.09.2021         | 29.02.2020          | 2   | Plantasaurus                  | Rock Me Plantasaurus                    |
| 30.09.2021         | 29.02.2020          | 3   | Cameleonul                    | Yabba-Dabba-Dabba Kamma-Kamma Chameleon |
| 30.09.2021         | 29.02.2020          | 4   | Dor de căsuța din copac       | Treehouse Blues                         |
| 30.09.2021         | 01.03.2020          | 5   | Yabba Dabba Nu!               | Yabba-Dabba Don't!                      |
| 30.09.2021         | 01.03.2020          | 6   | Extratereștrii versus Pebbles | Alien vs. Pebbles                       |
| 30.09.2021         | 07.03.2020          | 7   | Îmi iau zborul                | Gonna Fly Now                           |
| 30.09.2021         | 07.03.2020          | 8   | Iarba e mereu pentru cină     | The Grass is Always Dinner              |
| 30.09.2021         | 08.03.2020          | 9   | Sfârșitul coșului de gunoi    | Dawn of the Disposals                   |
| 30.09.2021         | 08.03.2020          | 10  | Aleea agoniei                 | Agony Alley                             |
| 30.09.2021         | 09.03.2020          | 11  | Dino în ring                  | Dino Holds Barred                       |
| 30.09.2021         | 09.03.2020          | 12  | Spiritul Frostnosului         | The Spirit of Frostnos                  |
| 30.09.2021         | 15.03.2020          | 13  | Invazia trendsetter-ilor      | Invasion of the Trendsetters            |
|                    |                     |     |                               |                                         |
| SEZONUL 2          |                     |     |                               |                                         |
|                    |                     |     |                               |                                         |
| 17.02.2022         | 21.03.2020          | 14  | Bammnezia                     | Bammnesia                               |
| 17.02.2022         | 21.03.2020          | 15  | Cea mai tare bilă             | The Rocks and the Rolliest              |
| 17.02.2022         | 22.03.2020          | 16  | Îmblânzitorul de dinozauri    | The Dino Whisperer                      |
| 17.02.2022         | 22.03.2020          | 17  | Dinozauri cu fețe de înger    | Dinosaurs with Angel Faces              |
| 17.02.2022         | 28.03.2020          | 18  | Clubul de bone                | The Puddle Sitters Club                 |
| 17.02.2022         | 28.03.2020          | 19  | Dino la dublu                 | Doppel Dino                             |
| 17.02.2022         | 29.03.2020          | 20  | Paradisul crestei             | Pave Crag-adise                         |
| 17.02.2022         | 29.03.2020          | 21  | Atacul artei                  | Art Attack                              |
| 17.02.2022         | 04.04.2020          | 22  | Farse peste farse             | Over My Shed Body                       |
| 17.02.2022         | 04.04.2020          | 23  | Maimuțe în mâzgă              | Goo-rillas in the Mist                  |
| 17.02.2022         | 05.04.2020          | 24  | Femeia din viitor             | Woman from the Future                   |
| 17.02.2022         | 05.04.2020          | 25  | Omul cavernelor               | Caveman Begins                          |
| 17.02.2022         | 11.04.2020          | 26  | Pentru ce sunt prietenii      | The Point of a Friend                   |
|                    |                     |     |                               |                                         |